# Papa Gueye
Pour les articles homonymes, voir Gueye.
Papa Gueye, surnommé Papa, (né le 6 juillet 1984 à Dakar) est un footballeur sénégalais qui évolue au poste de défenseur.